# 18. siječnja
18. siječnja (18. 1.) 18. je dan godine po gregorijanskom kalendaru.
Do kraja godine ima još 347 dana (348 u prijestupnoj godini).

## Događaji
- 1486. – U nastojanju da što više učvrsti vlast, engleski kralj Henrik VII. se ženi s Elizabetom od Yorka, kćerkom Edvarda IV.
- 1535. – Francisco Pizarro utemeljio je grad Limu, glavni grad Perua.
- 1671. – Henry Morgan osvojio je i spalio do temelja grad Panamu.
- 1701. – Frederick I. okrunjen je za prvoga pruskog kralja.
- 1778. – James Cook je otkrio Havajsko otočje koje se sastoji od 137 otoka.
- 1871. – Nakon pobjede u Francusko-pruskom ratu, Vilim I. se u Versaillesu proglasio njemačkim carem i osnovao Njemačko Carstvo.
- 1919. – Početak mirovne konferencije u Versaillesu.
- 1919. – Osnovan je Bentley Motors Limited.
- 1943. – Pobuna Židova u varšavskom Getu.
- 1951. – Počeo se prikazivati film Griješnica, koji je zbog kratke scene s golom Hildegard Knef i teme o prostituciji i samoubojstvu prerastao u jedan od najvećih njemačkih filmskih skandala.
- 1977. – U avionskoj nesreći iznad Kreševa poginuo je tadašnji predsjednik vlade SFRJ Džemal Bijedić.
- 1977. – U najvećoj željezničkoj nesreći u povijesti Australije, nakon što je u predgrađu Sydneya vlak iskočio iz tračnica, poginule su 83 osobe.
- 2002. – Okončan je građanski rat u Sijera Leonu.

| - 1689. – Montesquieu, francuski filozof († 1755.) - 1849. – Edmund Barton, 1. premijer Australije († 1920.) - 1882. – Aleksandra Ekster, ukrajinska slikarica († 1949.) - A.A. Milne, engleski dječji pisac († 1956.) - 1892. – Oliver Hardy, američki komičar († 1957.) - 1896. – Ville Ritola, finski atletičar († 1982.) - 1904. – Cary Grant, američki filmski glumac († 1986.) - 1909. – Oskar Davičo, srpski književnik († 1989.) - 1911. – Danny Kaye, američki filmski glumac († 1987.) - 1914. – Arno Schmidt, njemački književnik († 1979.) - 1933. – John Boorman, britanski redatelj - 1935. – Vojislav P. Nikčević, crnogorski jezikoslovac († 2007.) - 1936. – Ante Žanetić, hrvatski nogometaš († 18. prosinca 2014.) - 1940. – Iva Zanicchi, talijanska pjevačica - 1944. – Alexander Van der Bellen, austrijski političar i predsjednik - 1947. – Takeshi Kitano, japanski glumac i filmski redatelj - 1950. – Gilles Villeneuve, kanadski automobilist († 1982.) - 1955. – Kevin Costner, američki filmski glumac - 1956. – Ingemar Stenmark, jedan od najpoznatijih i najuspješnijih alpskih skijaša u povijesti, a proglašen je i najboljim švedskim športašem svih vremena - 1956. – Olivera Baljak, hrvatska glumica - 1960. – Mark Rylance, engleski glumac i Oskarovac - 1968. – Dragana Mirković, srpska folk pjevačica - 1969. – Dave Bautista, američki glumac i profesionalni hrvač - 1971. – Josep Guardiola, španjolski nogometaš i trener - 1973. – Burnie Burns, američki filmski producent - 1978. – Ivana Kindl, hrvatska pjevačica - 1980. – Jason Segel, američki tv i filmski glumac - 1987. – Marijo Možnik, hrvatski gimnastičar - 1988. – Angelique Kerber, njemačka tenisačica - 1990. – Sofija Novoselić, hrvatska skijašica - 1996. – Sarah Gilman, tv glumica - 1998. – Zvonimir Srna, hrvatski rukometaš - 1999. – Karan Brar, filmski glumac - 2001. – Claire Engler, američka tv glumica | - 1270. – Margareta Ugarska, mađarska svetica (* 1242.) - 1862. – John Tyler, 10. američki predsjednik (* 1790.) - 1896. – Paul Verlaine – francuski pjesnik (* 1844.) - 1936. – Rudyard Kipling, engleski književnik (* 1865.) - 1944. – Marija Freudenreich, hrvatska operna pjevačica (* 1863.) - 1995. – Adolf Butenandt, njemački kemičar (* 1904.) - 1976. – Smiljan Franjo Čekada, vrhbosanski nadbiskup (* 1902.) - 1977. – Džemal Bijedić, bosanskohercegovački političar (* 1917.) - 1987. – Sergio Blažić Đoser, hrvatski glazbenik (* 1951.) - 1995. – Adolf Butenandt, njemački kemičar, koji je 1939. godine zajedno s Lavoslavom Ružičkom dobio Nobelovu nagradu za kemiju - 2011. – Pero Jurković, profesor i guverner HNB (* 1936.) - 2020. – Žarko Siriščević, hrvatski bubnjar (* 1955.) - 2022. – Ankica Lepej, hrvatska bankovna službenica (* 1948.) |

## Blagdani i spomendani
- započinje Molitvena osmina za jedinstvo kršćana

## Imendani
- Priska
- Liberata
- Margareta
- Biserka

## Vanjske poveznice
|  | Zajednički poslužitelj ima još gradiva o temi 18. siječnja |